# 塔爾加爾

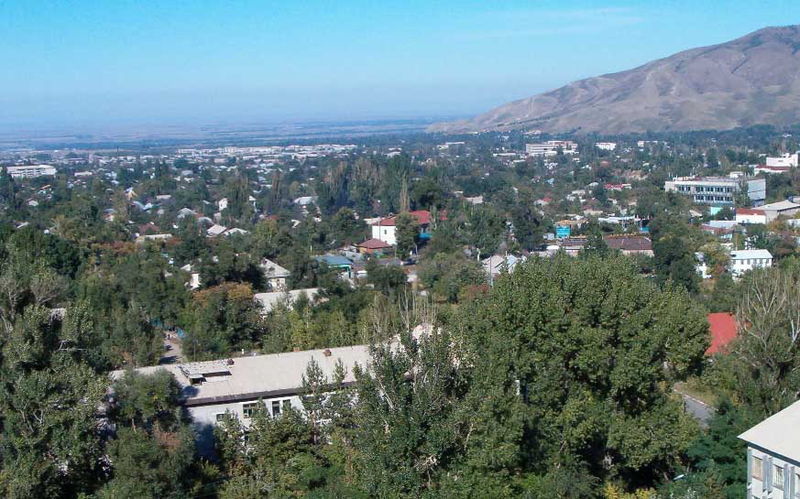
塔尔加尔城镇

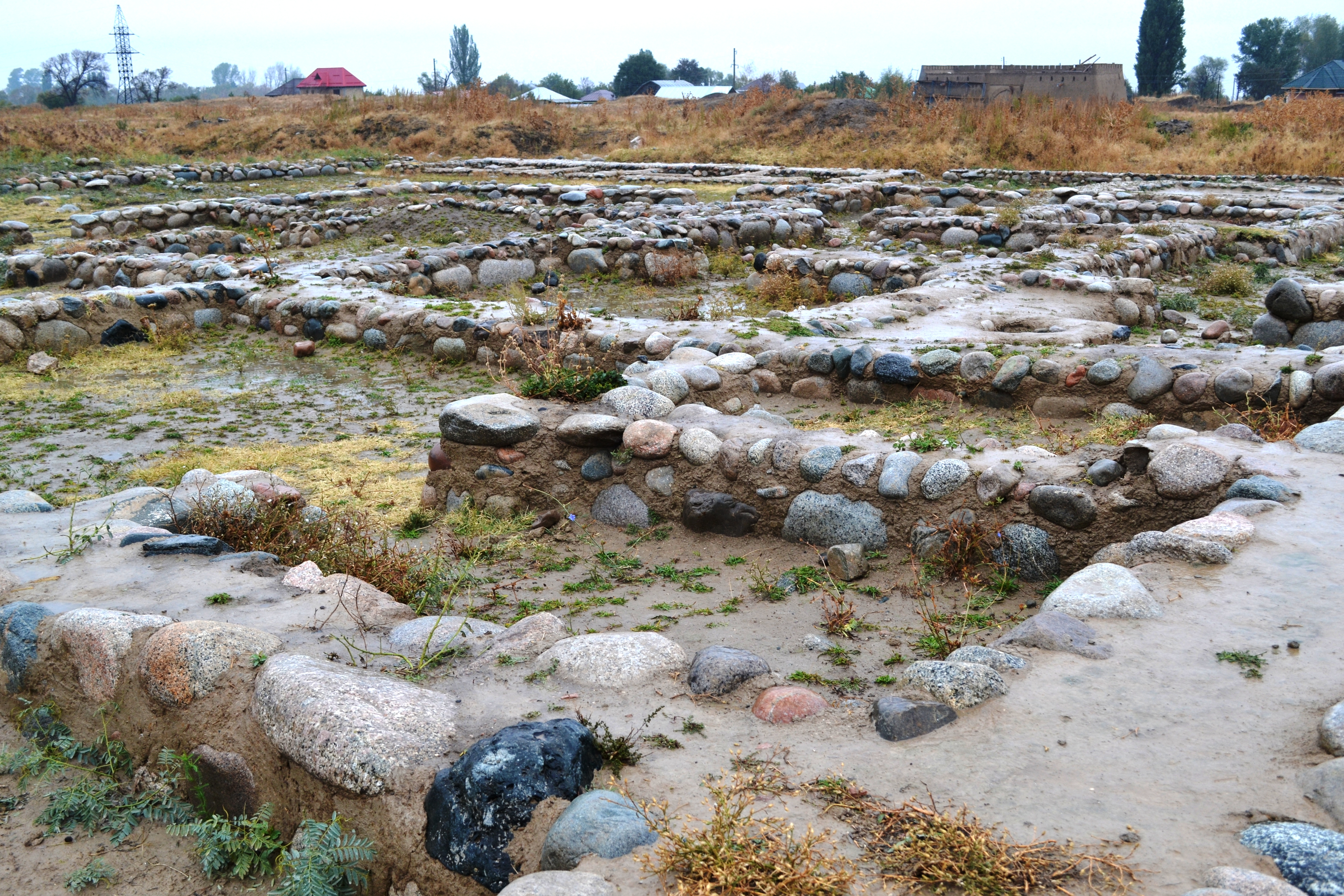
塔尔加尔遗址

塔尔加尔是哈萨克的城镇，由阿拉木图州负责管辖，是塔尔加尔区首府，位于该国东南部，在阿拉木图和伊塞克之间，距离阿拉木图25公里，始建于1858年，面积18.8平方公里，海拔高度1,250米，2009年人口49,865。塔尔加尔遗址(Talkhiz)是哈萨克斯坦的世界遗产。

## 外部連結
- http://www.e-talgar.com/ （页面存档备份，存于）
- http://www.talgar.kz/ （页面存档备份，存于）
- http://www.talgar.narod.ru/ （页面存档备份，存于）
- https://web.archive.org/web/20070114194407/http://www.almaty-reg.kz/almaty/region/talgar.phtml